# Monte Lesueur
Monte Lesueur es una meseta plana casi circular, situado a 21 kilómetros de Jurien Bay en Australia Occidental. Se eleva por encima de la llanura circundante de suelo lateríticos del parque nacional Lesueur que ha erosionado su alrededor.

Monte Lesueur fue avistado primero y nombrado por los europeos como el barco francés del Naturaliste navegó pasando cerca de Jurien Bay en su viaje por la costa de Australia Occidental. Fue nombrado en honor de Charles-Alexandre Lesueur, un artista de la historia natural a bordo del buque. El siguiente avistamiento registrado fue por el capitán George Grey, quien dirigió una pequeña excursión por el área en 1839 después de desembarcaran cerca de Kalbarri. En 1849 un grupo liderado por A.C.Gregory ascendió al Monte Lesueur. Fue seguido el siguiente año por el coleccionista botánico James Drummond en la primera de sus muchas visitas a la zona.
Una reserva (No.24275) fue creada alrededor del Monte Lesueur para "fines educativos" en la década de 1950. Un área más extensa fue declarada como parque nacional en 1992.
Monte Lesueur tiene un nivel extremadamente alto de la biodiversidad vegetal, por lo que es de gran importancia la investigación y conservación de los botánicos.